# 纳屋错
纳屋错（藏語：ནའུ་མཚོ，威利转写：na'u mtsho，THL：Nau Tso）位于中国西藏自治区阿里地区革吉县境内，地处革吉县北部，多杂日西南麓，亚龙日东北麓，湖面海拔4381米，面积65.8平方公里。湖区年均气温0～2℃，年均降水量100毫米。湖水主要靠塔查普河补给。